# Ron Massey Cup
La Ron Massey Cup (appelée anciennement « Jim Beam Cup   » ) est une compétition semi-professionnelle de rugby à XIII se déroulant en Nouvelle-Galles du Sud. En 2008, elle accueille une équipe de l'État de l'Australie-Occidentale, les Western Australia Reds, qui préparent leur entrée dans la NRL et l'équipe fidjienne des Kaviti Silktails en 2020.
Elle est régie par la NSW Rugby League et la NSW Country Rugby League.
En 2020, elle est annulée en raison de la crise du covid 19.

## Les différents noms de la compétition
- Inter-District/Second Division (1963 - 1976)
- The Metropolitan League (1974 - 1976)
- The Metropolitan Cup (1990 - 2002)
- Jim Beam Cup (depuis 2003)

## Les équipes (2008)
- Belrose Eagles
- Cabramatta Two-Blues
- Campbelltown Eagles
- Chester Hill Rhinos
- Southern Sharks
- Erina Eagles
- Mt Pritchard Mounties
- Shellharbour City Marlins
- Sydney Bulls
- Western Australia Reds
- Wentworthville Magpies
- Windsor Wolves

## Dans la culture sportive
Dans un pays comme l'Australie où le rugby à XIII est un sport majeur, cette compétition, bien que mineure, est particulièrement appréciée , et la presse généraliste, qui la suit,  y fait souvent allusion, informant le public sur son déroulement.
Associée au rugby à XIII amateur ou semi-amateur, elle sert parfois de référence à un niveau : ainsi lors de la tournée de l'équipe de France en Australie en 2019, la chaine francophobe Fox fustige le niveau de l'équipe en indiquant qu'elle est composée de 
«  joueurs marginaux [...]  qui sont probablement les plus proches de la Coupe Ron Massey »,.